# 邓肯·艾德侯
鄧肯·艾德侯（英語：Duncan Idaho）是法蘭克·赫伯特的1965年英文同名科幻小說《沙丘》所創建的一名虛構角色。他效忠於亞催迪家族，是一名武藝高強的劍術大師，一日鄧肯為保護保羅·亞崔迪和其母潔西嘉女士，不被薩督卡軍團攻擊，而不幸於戰鬥中喪命。死後，他的屍體被專門撿屍並加以改造的商人發現，撿起後改造並訓練，使其成為一名晶算師，此時鄧肯艾德侯以「海特」重新回到保羅亞催迪身邊。